# مصعد البركة (مالطا)

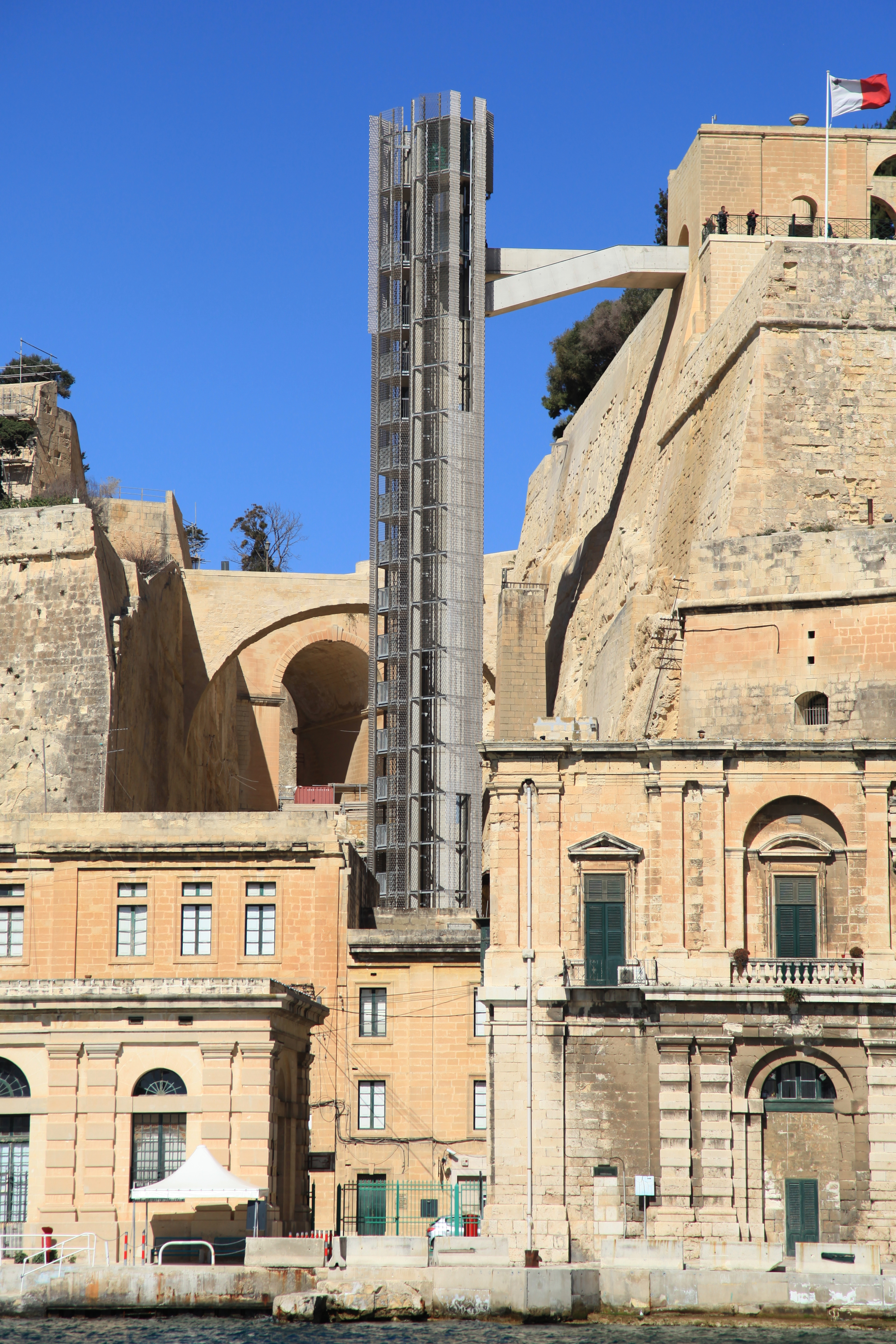
مصعد البركة كما يُرى من جراند هاربور

مصعد البركة Barrakka Lift هو مصعد في فاليتا في جزيرة مالطا تم بناؤه في عام 2012، على موقع المصعد السابق الذي كان يعمل من عام 1905 إلى عام 1973 والذي تم هدمه في عام 1983. يقع داخل خندق تحصينات فاليتا، ويربط Lascaris Wharf بسانت بيتر وبول باستيون وحدائق البركة العليا. لذلك يسمح بالوصول من الميناء الكبير  إلى المدينة.

## بناء المصعد الأول

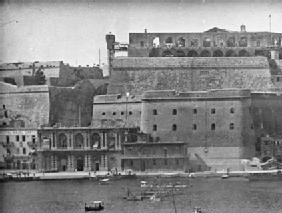
مصعد البركة الأصلي، 1915

### الخلفية والبناء
عام 1901 اقترح ساكو ألبانيز، الموظف السابق في شركة ادسون للتصنيع، بناء خط ترام في مالطا.  فازت بالمناقصة شركة ماكارتني ماكيلروي وشركاه المحدودة، التي خططت أيضًا، بالإضافة إلى الترام، لبناء مصعدين في فاليتا، أحدهما بالقرب من ميناء مارسامكسيت والآخر بالقرب من جراند هاربور الكبير.   في النهاية تقرر بناء المصعد فقط على جانب جراند هاربور، وتم توقيع العقد في 24 ديسمبر 1903. 
استأجرت شركة ماكارتني ماكيلروي  مقاولين مقرهم لندن جوزيف ريتشموند وشركاه المحدودة.  تكلفة البناء 5000 جنيه إسترليني  واكتمل في سبتمبر 1905. تم الافتتاح الرسمي في 18 ديسمبر 1905. 

### وصف البناء

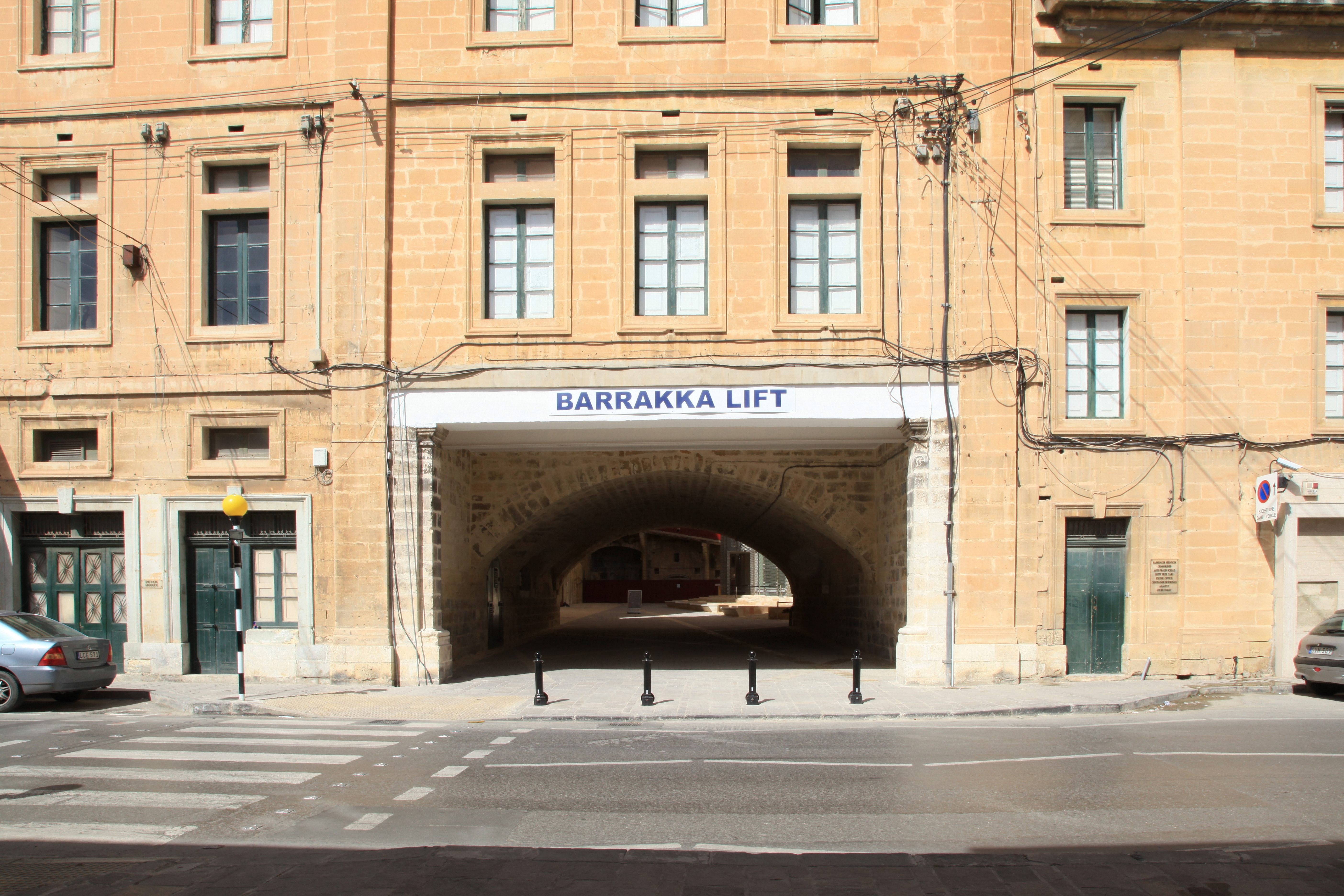
نفق يؤدي إلى المصعد

المصعد شيد من الفولاذ وكان 60 متر (200 قدم) مرتفعًا بينما كان وزنه 75 طن متري (74 طن كبير؛ 83 طن صغير). تم قطع جزء من جدار الحصن المنحدر لإفساح المجال لبرج المصعد، بينما تم ربط عوارض فولاذية بأعلى المصعد لضمان الاستقرار. 
كان المصعد مكونًا من مقصورتين تتسع لـ 12 راكبًا وتم تعليقهما على أربعة حبال.  تم وضع محركين بجهد 500 فولت في المقصورة أعلى البرج، مما يتيح سرعة قصوى تبلغ 1.3 تصلب متعدد. تم وضع المخازن المؤقتة الهيدروليكية المصممة لفرملة المصعد أسفل أعمدة الرفع. 

### التشغيل والعمليات
كلفت تذاكر المصعد في البداية ½d للعسكريين و 1d للعملاء الآخرين.  كانت الأرباح اليومية حوالي 10 جنيهات إسترلينية في أيام الأسبوع و 14 جنيهاً إسترلينياً يوم الأحد. 
في الحرب العالمية الأولى، نشأت مشاكل تتعلق بتوريد قطع الغيار والفحم الذي كان يستخدم لتشغيل المصعد.  في أكتوبر 1917، اضطرت الشركة إلى تعليق المصعد بسبب نقص قطع الغيار، ولم تستأنف العمل إلا في يونيو 1919 بعد انتهاء الحرب. 

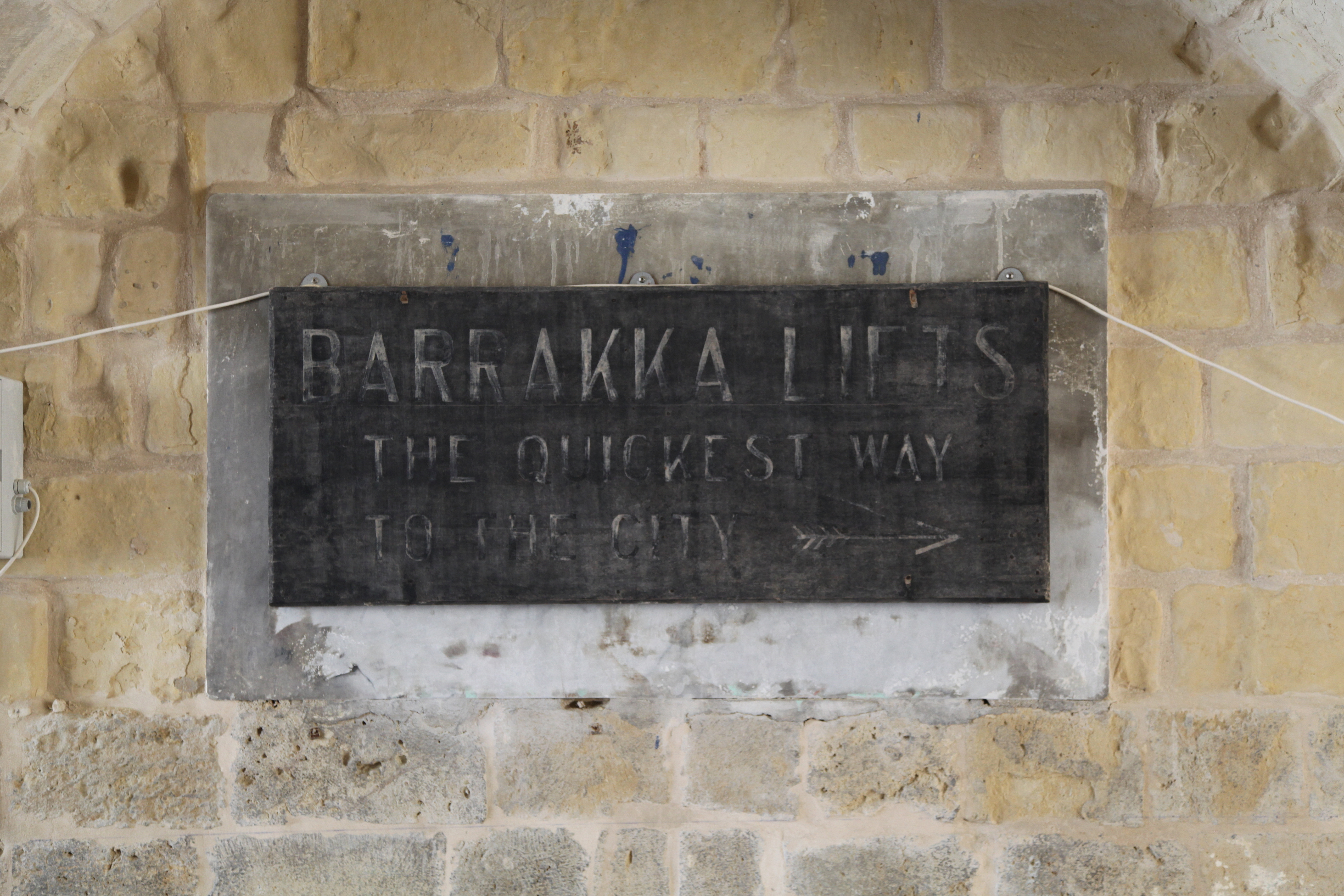
لافتة من المصعد الأصلي توجد داخل النفق المؤدي إليها

ألغيت خطوط ترام مالطا في عام 1929، وتوقفت محطة الطاقة التي زودت المصعد عن العمل في عام 1931، عندما منحت الحكومة الشركة قطعة أرض بالقرب من المصعد للسماح لها ببناء محطة طاقة جديدة عليها. سمح هذا للمصعد بأن يتم تشغيله بالكهرباء من شبكة الكهرباء، وكان للمبنى الجديد أيضًا غرفة انتظار. 
حدث انخفاض كبير في عدد العملاء الذين يستخدمون المصعد خلال الحرب العالمية الثانية، بسبب زيادة أسعار التذاكر بسبب زيادة تكاليف الكهرباء وخدمات العبارات غير المنتظمة. في البداية كان من المخطط زيادة الأسعار بمقدار دينار، لكن الأسعار ارتفعت في النهاية بمقدار 1 يوم في عام 1941، مما أدى إلى تكلفة تذاكر الموظفين العسكريين التي تبلغ تكلفتها دينارًا واحدًا وتكاليف تذاكر العملاء الآخرين بمقدار يومين.   في فبراير 1941، تم نقل 18224 شخصًا، مما أدى إلى ربح 128.19 جنيهًا إسترلينيًا. في فبراير 1942، تم نقل أكثر من 650 راكبًا بمعدل يومي. 

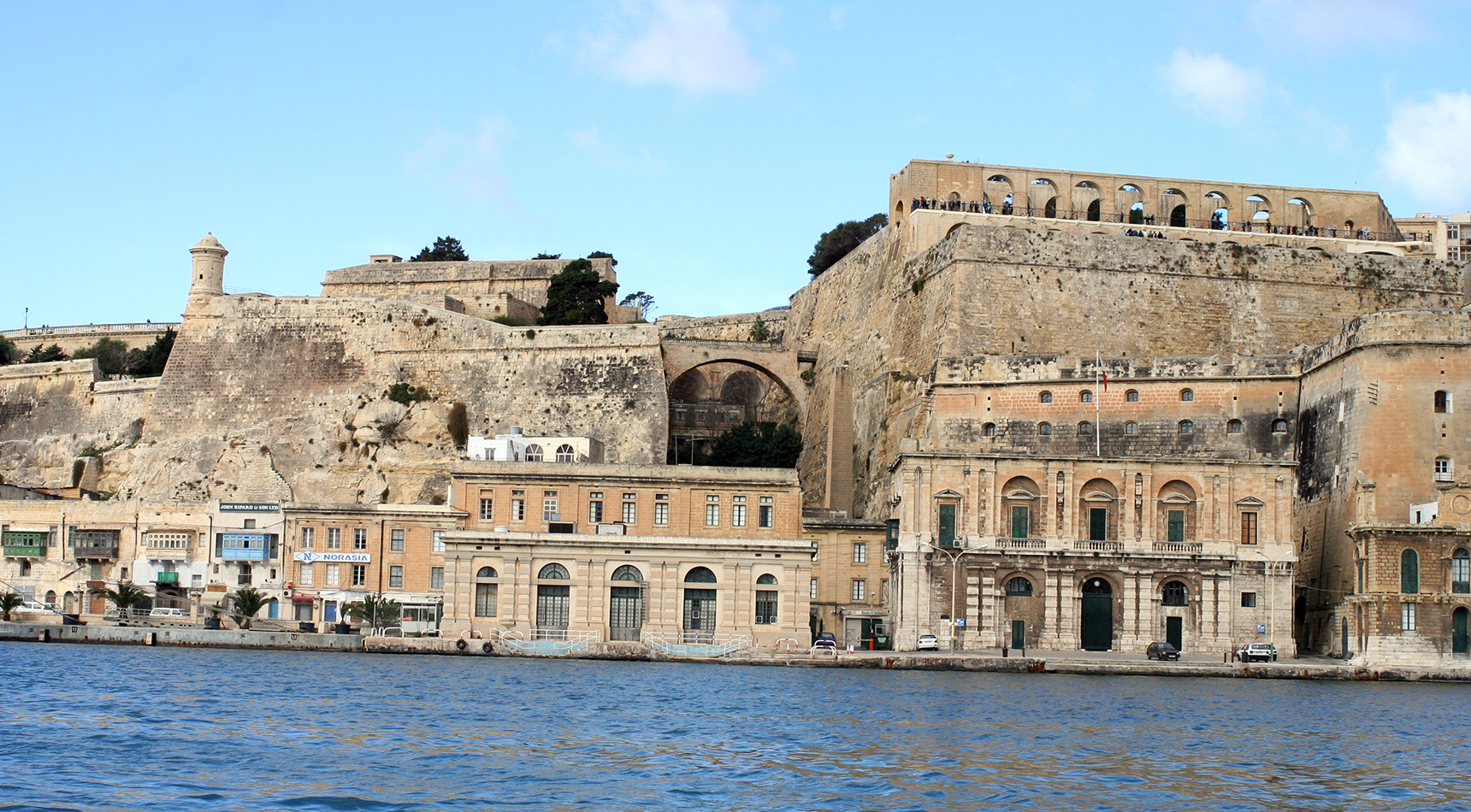
منظر للمنطقة عام 2007، بعد هدم المصعد الأول وقبل إنشاء المصعد الثاني

أثرت التغييرات السياسية في العقود التي تلت الحرب، بما في ذلك استقلال مالطا في عام 1964، على الجسر. كان عدد كبير من عملاء المصعد من الأفراد والموظفين العسكريين البريطانيين، وأدى انخفاض النشاط العسكري بعد الاستقلال إلى مزيد من الانخفاض في عدد العملاء.  ارتفعت أسعار التذاكر بمقدار دينار آخر في عام 1958. لم تقبل الحكومة زيادة مخططة للرسوم تصل إلى 3 أضعاف في عام 1964. 
أبلغت الشركة عن خسائر كبيرة في 22 يناير 1973،  وتوقفت عملية الرفع في 1 فبراير 1973.  تم تمريره إلى الحكومة في عام 1974،  وتمت تصفية ماكارتني وماكيلروي وشركاه المحدودة في عام 1975.  لم يتم تنفيذ مقترحات إعادة تشغيل المصعد مطلقًا، وفي أواخر السبعينيات من القرن الماضي، تم اتخاذ قرار بضرورة تفكيك المصعد. في البداية لم يحدث هذا بسبب التكاليف الكبيرة التي ينطوي عليها الأمر، ولكن في النهاية تم هدم المصعد بين يونيو وأغسطس 1983.  تم تنفيذ الهدم من قبل الشركة العامة للإنشاءات والهندسة، التي أنشأتها الحكومة خصيصًا لتفكيك المصعد. كان من المخطط استخدام الفولاذ الذي تم إنقاذه لإعادة بناء جسر St Elmo الذي تم تدميره في الحرب العالمية الثانية، ولكن لم يتم فعل ذلك مطلقًا وتم التخلي عن الفولاذ في Corradino. 

## بناء المصعد الثاني

### البناء

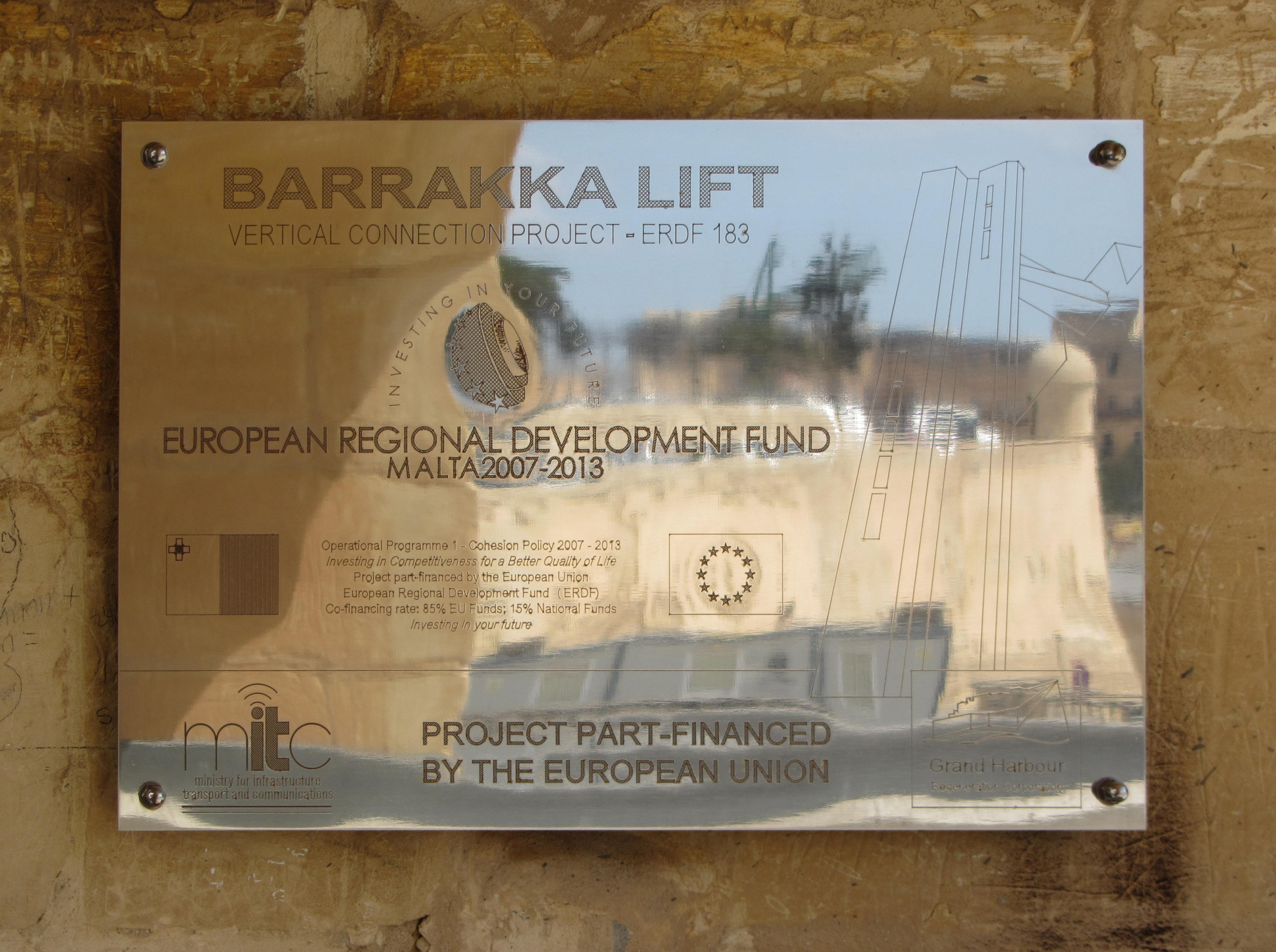
لافتة في مصعد البركة

بدأت خطط بناء مصعد جديد في الموقع في عام 2004، بهدف تسهيل الوصول إلى المركز التاريخي لمدينة فاليتا من جراند هاربور، حيث كانت سفن الرحلات البحرية ترسو. كما تم التخطيط لخدمة العبارات التي تربط المدن الثلاث بالميناء.  في عام 2009، تقرر إعادة بناء المصعد من قبل شركة Grand Harbour Regeneration Corporation بتكلفة تقديرية تبلغ 2 مليون يورو. كان التاريخ المقدر للانتهاء في الأصل مارس 2011،  ولكن التأخيرات المتعلقة بالحصول على التصاريح المطلوبة أدت إلى بدء العمل في المشروع في يوليو 2011.    تم تمويل بناء المصعد جزئيًا من قبل الصندوق الأوروبي للتنمية الإقليمية. 
حشوة الرفع من تصميم شركة Architecture Project المحلية.   تم افتتاحه في 15 ديسمبر 2012 من قبل رئيس الوزراء لورانس غونزي ووزير البنية التحتية أوستن جات. تم افتتاح خدمة العبارات التي تربط المدن الثلاث بجراند هاربور قبل أسبوع من المصعد. 

### الوصف

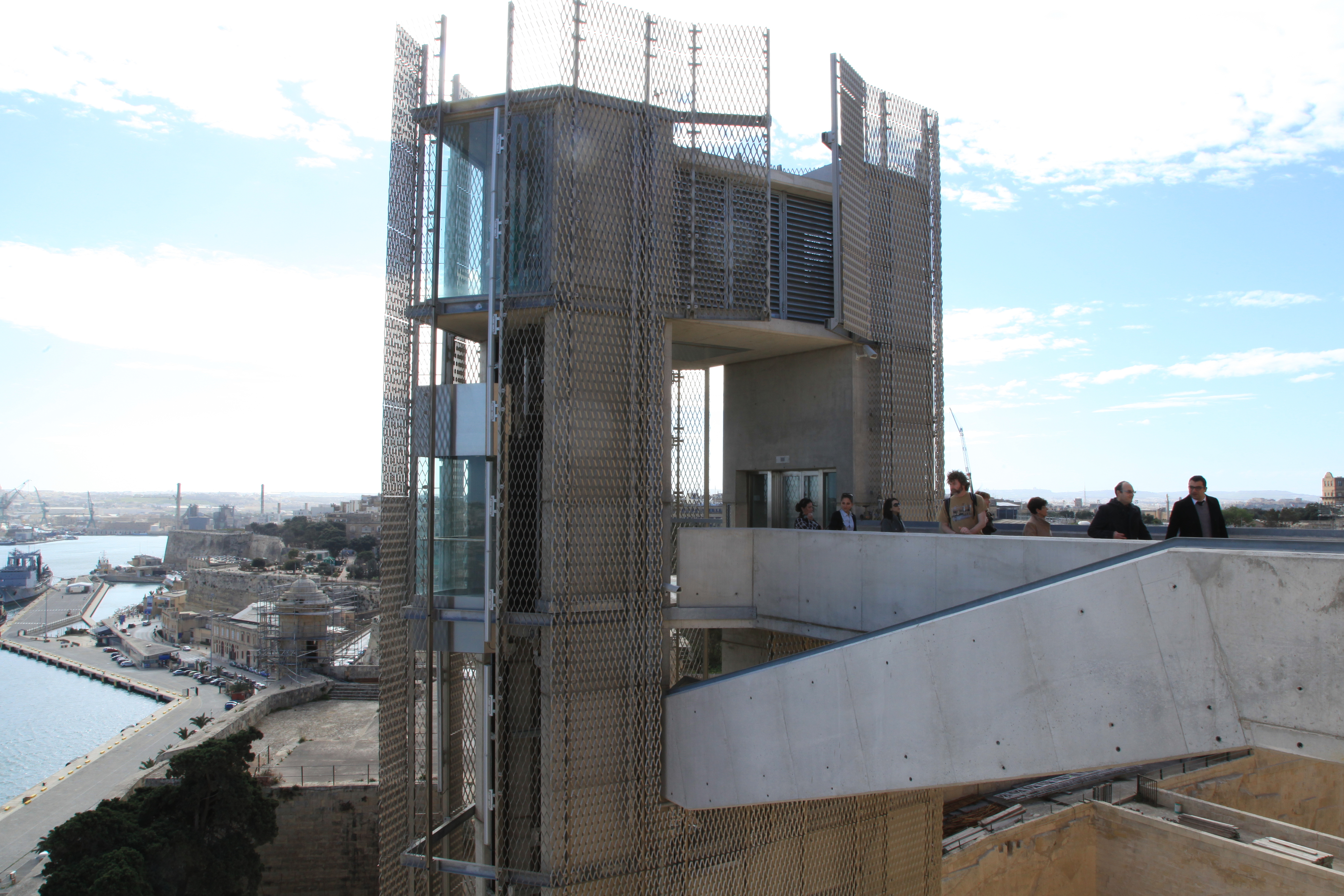
مصعد البركة كما تراه من حدائق البركة العليا

يقف المصعد عند 58 متر (190 قدم)،  ويتكون من هيكل خرساني محاط بشبكة من الألومنيوم. تحتوي على مقصورتين يمكن أن تستوعب كل منهما ما يصل إلى 21 راكبًا، مما ينتج عنه قدرة استيعاب تصل إلى 800 شخص في الساعة.  تستغرق الرحلة حوالي 23 ثانية.  ويشمل أيضًا مجموعة من السلالم. 

### عمليات البناء
المصعد مفتوح من الساعة 7 صباحًا حتى الساعة 9 مساءً من نوفمبر إلى مايو، ومن الساعة 7 صباحًا حتى الساعة 12 منتصف الليل من يونيو إلى أكتوبر. تبلغ تكلفة رحلة العودة 1 يورو، وهي مجانية للأطفال دون سن 10 سنوات، وحاملي بطاقة الكبار وحاملي تذاكر العبارة من 3 مدن . 

## الملاحظات
1. ↑  Comparing early 20th century costs and prices with those of the modern period is challenging. £5000 in 1905 could be equivalent to between £500,000 and £5.2 million in 2017, depending on the price comparison used.[2]